# Franz Groll
Franz Groll (* 1943) ist ein deutscher Politiker (Die Linke) und Sachbuchautor.
Er arbeitete zunächst 26 Jahre als Ingenieur für Computer-Hardware und wurde dann Manager bei IBM. Später ging er zusammen mit seiner Frau Marie-José für fünf Jahre als Entwicklungshelfer nach Jérémie (Haiti). Dafür erhielt er am 19. Juni 2000 das Bundesverdienstkreuz am Bande. Aus Interesse an Wirtschaftsabläufen und der Frage, ob Wirtschaftswachstum nötig ist, studierte er im Alter von 60 Jahren Volkswirtschaftslehre.
Von der CDU, in die er 1963 eingetreten war, gelangte er über die Grünen im Jahr 2004 zur WASG, in deren baden-württembergischem Landesvorstand er Mitglied war. Zudem engagiert sich Groll bei Attac.
In der WASG trat Groll für die Gründung einer linken Parteibewegung ein, stimmte aber beim Bundesparteitag 2007 mit der Minderheit der Delegierten gegen den Vertrag zur Vereinigung mit der Linkspartei.PDS zur neuen Partei Die Linke, weil er eine stärkere Trennung von Amt und Mandat und eine Neugründung statt des WASG-Beitritts erreichen wollte. Er ist Mitglied der ökologischen Plattform.
Groll lebt in der Nähe von Stuttgart, ist verheiratet und hat fünf Kinder.

## Schriften
- Wie das Kapital die Wirtschaft ruiniert. Der Weg zu einer ökologisch-sozialen Gesellschaft. Riemann, München 2004, ISBN 3-570-50057-8.
- Ökonomie neu denken. Serie in: Raum und Zeit. Ehlers Verlag, Wolfratshausen 2005 und 2006.
- Von der Finanzkrise zur solidarischen Gesellschaft. Visionen für eine zukunftsfähige Wirtschaftsordnung. VSA/Publik-Forum, Hamburg/Oberursel 2009, ISBN 978-3-89965-356-4.
- Der Weg zur zukunftsfähigen Gesellschaft. Die solidarische Wirtschafts- und Gesellschaftsordnung als Alternative zum Kapitalismus. VSA-Verlag, 2013, DNB 1042678901.